# Antiseizmičko inženjerstvo
Antiseizmičko inženjerstvo je interdisciplinarna grana inženjerstva koja dizajnira i analizira građevine, poput zgrada i mostova, sa zemljotresima na umu. Njen opšti cilj je da takve građevine postanu otpornije na zemljotrese. Zemljotresni (ili seizmički) inženjer ima za cilj da izgradi građevine koje neće biti oštećene manjim tresenjem i da se izbegnu ozbiljna oštećenja ili kolaps pri velikom zemljotresu. 

## Definicija
Zemljotresno inženjerstvo je naučna oblast koja se bavi zaštitom društva, prirodnog okruženja i čovekove sredine od zemljotresa ograničavanjem seizmičkog rizika na socio-ekonomski prihvatljive nivoe. Ono je tradicionalno bilo usko definisano kao proučavanje ponašanja građevina i geostruktura podložnih seizmičkim opterećenjima; smatra se podskupom građevinskog inženjerstva, geotehničkog inženjerstva, mašinstva, hemijskog inženjerstva, primenjene fizike itd. Međutim, ogromni troškovi uzrokovani nedavnim zemljotresima doveli su do širenja opsega antiseizmičkog inženjerstva kako bi se obuhvatile discipline iz šireg polja građanskog inženjerstva, mašinskog inženjerstva, nuklearnog inženjerstva i iz društvenih nauka, posebno sociologije, političke nauke, ekonomije i finansija.
Glavni ciljevi zemljotresnog inženjerstva su:
- Predvideti potencijalne posledice jakih zemljotresa na gradskim područjima i civilnoj infrastrukturi.
- Dizajnirati, konstruisati i održavati građevine koje će biti postojane pri izlaganju zemljotresu prema očekivanjima i u skladu sa građevinskim pravilnicima.[3]

Dobro dizajnirana struktura ne mora nužno biti izuzetno jaka ili skupa. Ona mora biti pravilno dizajniran da izdrži seizmičke efekte uz održavanje prihvatljivog nivoa oštećenja.

## Seizmičko opterećenje
Seizmičko opterećenje se odnosi na primenu pobuđenja izazvanog zemljotresom na konstrukciji (ili geostrukturi). To se događa na dodirnim površinama građevine bilo sa tlom, sa susednim strukturama, ili sa gravitacionim talasima od cunamija. Opterećenje koje se očekuje na određenom mestu na Zemljinoj površini procenjuje se inženjerskom seizmologijom. Seizmičko opterećenje je povezano sa seizmičkom opasnošću lokacije.

## Seizmička performansa
Zemljotresna ili seizmička performansa definiše sposobnost strukture da održi svoje glavne funkcije, kao što su bezbednost i upotrebljivost, tokom i posle izlaganja zemljotresu. Konstrukcija se obično smatra sigurnom ako ne ugrozi živote i blagostanje osoba u njoj ili oko nje, putem delimičnog ili potpunog urušavanja. Konstrukcija se može smatrati upotrebivom ako je u stanju da ispuni svoje operativne funkcije za koje je projektovana.
Osnovni pojmovi zemljotresnog inženjeringa, primenjeni u glavnim građevinskim pravilnicima, pretpostavljaju da bi građevina trebalo da preživi retki, veoma snažni zemljotres zadobijanjem značajne štete, ali bez globalnog urušavanja. S druge strane, trebalo bi da ostane operativana za češće, ali manje jake seizmičke događaje.

### Procena seizmičkih performansi
Inžinjeri moraju da poznaju kvantifikovani nivo stvarnih ili očekivanih seizmičkih performansi povezanih sa direktnim oštećenjem individualne zgrade pri izlaganju određenom potresu tla. Takva procena se može izvršiti eksperimentalno ili analitički.

#### Eksperimentalna procena
Eksperimentalne evaluacije su skupi testovi koji se obično sprovode postavljanjem (umanjenog) modela strukture na potresni sto koji simulira tresanje zemlje i posmatra se njeno ponašanja. Takve vrste eksperimenata prvi put su izvedene pre više od jednog veka. Tek nedavno je postalo moguće da se izvrši ispitivanje na skali 1: 1 na potpunim strukturama.
Zbog skupe prirode takvih testova, oni se uglavnom koriste za razumevanje seizmičkog ponašanja konstrukcija, validacije modela i verifikacije metoda analize. Stoga, jednom pravilno potvrđeni, računski modeli i numerički postupci nose glavni teret pri seizmičkim procenama performansi građevina.

#### Analitička/Numerička procena
Procena seizmičkih performansi ili seizmička strukturna analiza je moćno sredstvo zemljotresnog inženjerstva koja koristi detaljno modelovanje strukture zajedno sa metodama strukturne analize da bi se steklo bolje razumevanje seizmičkih performansi građevinskih i negrađevinskih konstrukcija. Ova tehnika kao formalni koncept je relativno nov razvoj.
Generalno, seizmička analiza konstrukcija zasniva se na metodama strukturne dinamike. Decenijama je najistaknutiji instrument seizmičke analize bio metoda spektra odgovora na zemljotres, koja je takođe doprinela konceptu predloženog građevinskog koda današnjice.
Međutim, takve metode su dobre samo za linearne elastične sisteme, jer uglavnom nisu u stanju da modeluju strukturno ponašanje kada se pojavi oštećenje (tj. nelinearnost). Numerička integracija korak po korak pokazala se efikasnijom metodom analize za strukturne sisteme sa više stepena slobode sa značajnom nelinearnošću pod prolaznim procesom pobude kretanja tla. Upotreba metode konačnih elemenata je jedan od najčešćih pristupa za analizu računarskih modela nelinearne interakcije strukture tla.

## Istraživanje za inženjerstvo zemljotresa
Istraživanje za inženjerstvo zemljotresa obuhvata terensko i analitičko ispitivanje ili eksperimentisanje namenjeno otkrivanju i naučnom objašnjenju činjenica vezanih za zemljotresno inženjerstvo, reviziju konvencionalnih koncepata u svetlu novih saznanja i praktičnu primenu razvijenih teorija.
Nacionalna naučna fondacija (NSF) je glavna vladina agencija Sjedinjenih Država koja podržava fundamentalna istraživanja i obrazovanje u svim oblastima inženjerstva zemljotresa. Posebno se fokusira na eksperimentalna, analitička i kompjuterska istraživanja o dizajnu i poboljšanju performansi strukturnih sistema.
Institut za istraživanje zemljotresa (EERI) je lider u širenju informacija u vezi sa istraživanjem zemljotresnog inženjerstva kako u SAD tako i širom sveta.
Konačna lista tabela potresa u vezi sa istraživanjem zemljotresa širom sveta može se naći u Eksperimentalnim objektima za simulaciju inženjeringa zemljotresa širom sveta. Najistaknutiji od njih je sada e-odbrambeni potresni sto u Japanu.

## Predviđanje gubitaka od zemljotresa
Procena gubitaka od zemljotresa se obično definiše kao koeficijent oštećenja (Damage Ratio, DR) koji je odnos troškova popravke štete od zemljotresa i ukupne vrednosti zgrade. Verovatni maksimalni gubitak (PML) je uobičajen termin koji se koristi za procenu gubitaka od zemljotresa, ali nedostaje njegova precizna definicija. Godine 1999, proizveden je ASTM E2026 'Standardni vodič za procenu oštećenja zgrada u zemljotresima' u cilju standardizacije nomenklature za procenu seizmičkih gubitaka, kao i uspostavljanja smernica za proces pregleda i kvalifikacije recenzenta.
Procene gubitaka od zemljotresa se takođe nazivaju procenom seizmičkog rizika. Proces procene rizika generalno uključuje određivanje verovatnoće različitih pomeranja tla zajedno sa ranjivošću ili oštećenjem zgrade pod tim pomeranjima tla. Rezultati su definisani kao procenat zamenske vrednosti zgrade.

## Literatura
- International Journal of Emergency Management, ISSN 1741-5071 (electronic) ISSN 1471-4825 (paper), Inderscience Publishers
- Journal of Homeland Security and Emergency Management ISSN 1547-7355, Bepress
- Australian Journal of Emergency Management (electronic) ISSN 1324-1540 (paper), Emergency Management Australia
- Karanasios, S. (2011). In R. Heeks & A. Ospina (Eds.). Manchester: Centre for Development Informatics, University of Manchester
- The ALADDIN Project, a consortium of universities developing automated disaster management tools
- Emergency Management Australia (2003). Community Developments in Recovering from Disaster., Commonwealth of Australia, Canberra
- Plan and Preparation: Surviving the Zombie Apocalypse, (paperback), CreateSpace, Introductory concepts to planning and preparing for emergencies and disasters of any kind.
- Bates and Jackson, 1980, Glossary of Geology: American Geological Institute.
- Krynine and Judd, 1957, Principles of Engineering Geology and Geotechnics: McGraw-Hill, New York.
- Holtz, R. and Kovacs, W. (1981), An Introduction to Geotechnical Engineering, Prentice-Hall, Inc.  0-13-484394-0
- Bowles, J. (1988), Foundation Analysis and Design, McGraw-Hill Publishing Company.  0-07-006776-7
- Cedergren, Harry R. (1977), Seepage, Drainage, and Flow Nets, Wiley.  0-471-14179-8
- Kramer, Steven L.  (1996), Geotechnical Earthquake Engineering, Prentice-Hall, Inc.  0-13-374943-6
- Freeze, R.A. & Cherry, J.A., (1979), Groundwater, Prentice-Hall.  0-13-365312-9
- Lunne, T. & Long, M.,(2006), Review of long seabed samplers and criteria for new sampler design, Marine Geology, Vol 226, p. 145–165
- Mitchell, James K. & Soga, K. (2005), Fundamentals of Soil Behavior 3rd ed., John Wiley & Sons, Inc.  978-0-471-46302-3
- Rajapakse, Ruwan., (2005), "Pile Design and Construction", 2005.  0-9728657-1-3
- Fang, H.-Y. and Daniels, J. (2005) Introductory Geotechnical Engineering : an environmental perspective, Taylor & Francis.  0-415-30402-4
- NAVFAC (Naval Facilities Engineering Command) (1986) Design Manual 7.01, Soil Mechanics, US Government Printing Office
- NAVFAC (Naval Facilities Engineering Command) (1986) Design Manual 7.02, Foundations and Earth Structures, US Government Printing Office
- NAVFAC (Naval Facilities Engineering Command) (1983) Design Manual 7.03, Soil Dynamics, Deep Stabilization and Special Geotechnical Construction, US Government Printing Office
- Terzaghi, K., Peck, R.B. and Mesri, G. (1996), Soil Mechanics in Engineering Practice 3rd Ed., John Wiley & Sons, Inc.  0-471-08658-4
- Santamarina, J.C., Klein, K.A., & Fam, M.A. (2001), "Soils and Waves: Particulate Materials Behavior, Characterization and Process Monitoring", Wiley,  978-0-471-49058-6
- Firuziaan, M. and Estorff, O., (2002), "Simulation of the Dynamic Behavior of Bedding-Foundation-Soil in the Time Domain", Springer Verlag.

## Spoljašnje veze
- Antiseizmičko inženjerstvo na veb-sajtu  (језик: енглески)